# Latrobe (Tasmanien)
Latrobe ist eine Stadt im Norden des australischen Bundesstaates Tasmanien, am Mersey River gelegen. Der Ort liegt 11 Kilometer südöstlich von Devonport auf dem Bass Highway.

## Geschichte
Das Gebiet wurde zuerst von B. B. Thomas im Jahr 1826 besiedelt und 1861 erfolgte die Namensgebung dieser Siedlung nach Charles La Trobe (1801–1875), einem Vizegouverneur von Victoria und Tasmanien. Latrobe verfügte damals über einen Flussübergang. Aus dieser Zeit sind eine Reihe unter Denkmalschutz stehender Gebäude auf der Gilbert Street erhalten. Der Ort verlor an Bedeutung, als die Eisenbahn zwischen Devonport und Launceston gebaut wurde.
Der Stadt Latrobe wurden in jüngster Zeit weitere kleine Orte angegliedert wie Port Sorell, Shearwater, Hawley, Wesley Vale, Sassafras, Moriarty und Tarlet, womit die Bevölkerungszahl auf etwa 8.000 Personen anstieg.

## Kultur und Sehenswürdigkeiten
In Latrobe finden verschiedene Festivals statt, von denen insbesondere der Holzhackerwettbewerb überregional bekannt ist. Die bedeutendsten Holzhacker werden in der Axeman's Hall of Fame im Ort geehrt. Des Weiteren befindet sich im Ort ein Courthouse Museum und ein Produzent von Kirschmarmelade und Kirschlikör.